# Robert Liebenthal

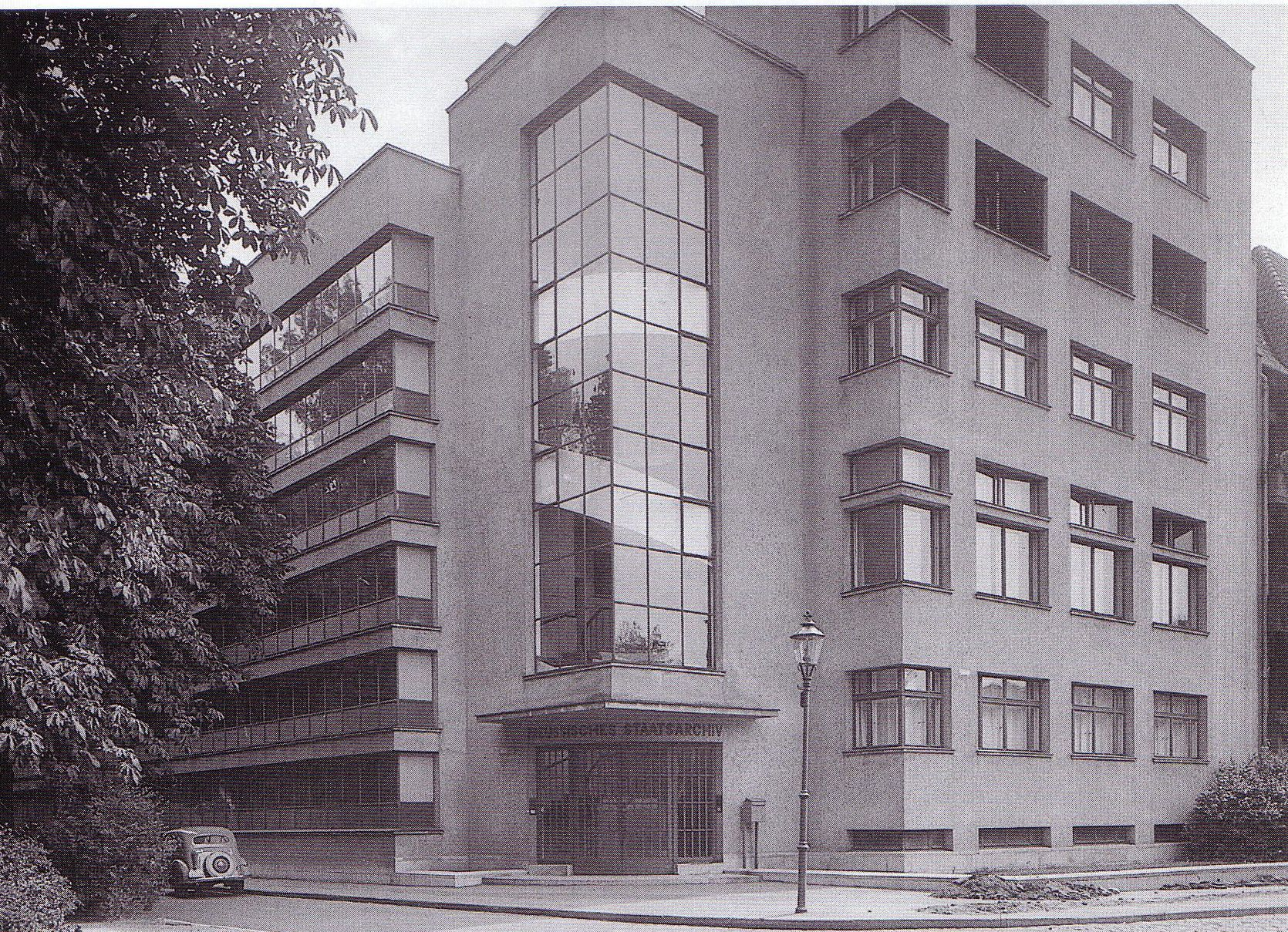
Gebäude des Staatsarchivs Königsberg, entworfen von Robert Liebenthal

Robert Liebenthal (* 26. September 1884 in Tilsit; † 19. Mai 1961 in Frankfurt am Main) war ein deutscher Architekt und preußischer Baubeamter.

## Leben
Liebenthal, Sohn eines Rechtsanwalts, besuchte das Gymnasium in Königsberg und Berlin. Anschließend studierte er Architektur und daneben Kunstgeschichte an der Technischen Hochschule Berlin und an der Technischen Hochschule München.
Nach der bestandenen Diplom-Hauptprüfung trat er in die staatliche Bauverwaltung Preußens ein. Seine Ausbildung als Regierungsbauführer (Referendar) erfolgte bei der Postverwaltung und bei der Bau- und Finanzdirektion in Berlin. 1912 wurde er zum Regierungsbaumeister (Assessor) ernannt. 1912 gewann er mit seinem Entwurf zu einer Hof- und Pfarrkirche mit Stiftsgebäuden den Schinkelpreis in der Sektion Hochbau. Im August 1913 gewann er gemeinsam mit Fritz Krischen den 3. Preis beim Wettbewerb um den Entwurf für den Rathausbau in Potsdam. Nach der Teilnahme am Ersten Weltkrieg von 1915 bis 1918 war er von 1919 bis 1920 bei der Bau- und Finanzdirektion in Berlin tätig, 1921 im Dezernat Siedlungs- und Wohnungsbau bei der Bezirksregierung Frankfurt/Oder. Nach der Ernennung zum Regierungs- und Baurat 1921 wurde er Leiter des staatlichen Hochbauamtes in Goldap. 1922–1923 war er in der Bauabteilung des Preußischen Finanzministeriums (u. a. Entwurf eines Gerichtsgebäudes für Königsberg) tätig, 1923–1924 als Dezernent bei der Bezirksregierung Potsdam.
Ab 1924 war er Leiter des Neubauamts der Universität Königsberg, in dieser Eigenschaft errichtete er bis 1928 den Erweiterungsbau der Universität (Liebenthal-Flügel) zwischen Paradeplatz und Tragheimer Gartenstraße. Dafür wurde er 1928 zum Ehrenbürger der Universität ernannt. Von 1929 bis 1930 errichtete er den Neubau des Staatsarchivs am Hansaring 31 in Königsberg. Der im Stil der Neuen Sachlichkeit errichtete Bau war der einzige in der Zeit der Weimarer Republik konzipierte Archivneubau. Von 1931 bis 1945 war er Dezernent für Wohnungs- und Siedlungsbauwesen bei der Provinzialverwaltung von Ostpreußen in Königsberg.
Nach der Flucht aus Königsberg im Januar 1945 lebte er zunächst zwei Jahre in Überlingen und war dann von 1947 bis zur Pensionierung 1950 Leiter des Universitätsneubauamts der Universität Frankfurt am Main.

## Veröffentlichungen
- Erweiterung des Kollegiengebäudes der Albertus-Universität in Königsberg i. Pr. In: Zentralblatt der Bauverwaltung. Nr. 16, 1930, S. 297–301 (zlb.de).
- Preußisches Staatsarchiv Königsberg i. Pr. In: Zentralblatt der Bauverwaltung. Nr. 16, 1931, S. 313–318 (zlb.de).
- Der Wiederaufbau des Senckenbergischen Anatomischen Instituts der Universität Frankfurt am Main. In: Die neue Stadt, 1953, S. 304–323.